# C. A. Rosetti (Tulcea)
C. A. Rosetti é uma comuna romena localizada no distrito de Tulcea, na região de Dobruja. A comuna possui uma área de 266.36 km² e sua população era de 978 habitantes segundo o censo de 2007.